# Rinorea pectino-squamata
Rinorea pectino-squamata és una espècie de planta amb flor que pertany a la família de les violàcies. És endèmica a la Guaiana Francesa, concretament al llarg d'una carretera del nord.

## Taxonomia
Rinorea pectino-squamata va ser descrita per Hekking i publicat a Phytologia 53(4): 252, pl. 1, f. 1., l'any 1983.